# Distoleon somnolentus
Distoleon somnolentus är en insektsart som först beskrevs av Gerstaecker 1885.  Distoleon somnolentus ingår i släktet Distoleon och familjen myrlejonsländor. Inga underarter finns listade i Catalogue of Life.